# جاد نيلسون
جاد نيلسون (بالإنجليزية: Judd Nelson)‏ هو منتج وكاتب سيناريو وممثل أمريكي، ولد في 28 نوفمبر 1959 ببورتلاند في الولايات المتحدة. بدأ مشواره المهني سنة 1982.

## أعمال

### أفلام
- (1985) نادي الإفطار[4][5][6]
- (1988) نفر اون تيوزداي
- (2013) ممرضة ثري دي

### مسلسلات
- فجأة سوزان

## وصلات خارجية
- جاد نيلسون على موقع IMDb (الإنجليزية)
- جاد نيلسون على موقع ألو سيني (الفرنسية)
- جاد نيلسون على موقع أول موفي (الإنجليزية)
- جاد نيلسون على موقع قاعدة بيانات الأفلام السويدية (السويدية)
- جاد نيلسون على موقع إن إن دي بي (الإنجليزية)
- جاد نيلسون على موقع قاعدة بيانات الفيلم (الإنجليزية)
- جاد نيلسون على موقع كينوبويسك (الروسية)